# Права ЛГБТ в Ливане
Лесбиянки, геи, бисексуалы и транссексуалы (ЛГБТ), проживающие в Ливане, сталкиваются с юридическими и социальными проблемами, с которыми не сталкиваются другие жители страны, не относящиеся к ЛГБТ.
Опрос, проведённый агентством Pew Research Center в 2007 году, показывает, что 79 % ливанцев выступают за запрет и 18 % — за разрешение однополых отношений. Гомосексуальные контакты являются незаконными в Ливане и наказываются штрафом или лишением свободы сроком до одного года.

## Законодательство
Статья 534 Уголовного кодекса Ливана запрещает сексуальные отношения, которые «противоречат законам природы». Согласно этой статье, такие контакты наказываются лишением свободы сроком до одного года тюремного заключения.
11 декабря 2009 года базирующаяся в Ливане организация ЛГБТ Helem выпустила доклад, в котором рассмотрела правовое положение гомосексуалов в странах Ближнего Востока и Северной Африки. Прецедентным моментом, вошедшим в число пяти важнейших имеющих отношение к ЛГБТ событий этого года во всем мире по версии сайта change.org, явилось решении ливанского судьи из Батруна, который вынес вердикт против применения статьи 534 к преследованию гомосексуалистов.
В апреле 2013 года мэр Декванеха, северного пригорода Бейрута, приказал силам безопасности провести операцию в одном из гей-френдли-клубов города. Несколько завсегдатаев ночного клуба были арестованы, и их заставили раздеться в штаб-квартире муниципальной полиции, где они были затем сфотографированы обнажёнными. Эта операция была осуждена многочисленными активистами защиты прав ЛГБТ. Министр внутренних дел ливанского временного правительства Марван Шарбель поддержал мэра Декванеха, сказав, что «Ливан выступает против гомосексуализма, и в соответствии с законодательством Ливана это уголовное преступление».

## Свобода слова и выражения
Хотя первоначально поступали сообщения о правительственной цензуре ЛГБТ-тематики, в последние годы наблюдается значительная степень либерализации.

### Издания ЛГБТ-направленности
Ливан является одной из немногих стран на Ближнем Востоке со своим гей-изданием, озаглавленным «Барра» («Из» на арабском языке). Пробный выпуск был опубликован в марте 2005 года с двумя полными номерами, вышедшими летом 2005 года и весной 2006 года.
Организация Helem также имеет свой собственный веб-сайт и регулярные интернет-издания информационного бюллетеня.
В 2009 году появилась книга Bareed Mista3jil, изданная феминистским обществом ливанских лесбиянок, действующем в Бейруте. Организация называется Nasawiya и представляет собой группу активистов, которые участвуют в борьбе за гендерное равноправие. Доступная на английском и арабском языках книга представляет собой сборник из 41 реальных историй жизни женщин (лесбиянок, бисексуалок, квиров, неопределившихся, трансгендеров) со всего Ливана. Книга была впервые представлена в Masrah Al Madina феминистской организацией и IndyACT. Избранные рассказы из Bareed Mista3jil были отобраны для издания на английском и арабском языках.

## Движение за права ЛГБТ

### ЛГБТ-движение в Ливане
Представители ливанского ЛГБТ-сообщества начали публичную кампанию по принятию ЛГБТ-прав в 2002 году с созданием политического объединения «Хуррийят хасса» («Личная свобода»). Группа сосредоточила свои усилия на реформировании статьи 534 уголовного кодекса, добиваясь, чтобы половые акты между взрослыми людьми перестали считаться преступлением. Другая ЛГБТ-организация по защите прав сексуальных меньшинств в Ливане называется Helem (араб. حلم‎, «Мечта»). Эти организации занимаются устроением несколько публичных демонстраций, лекций и сбор средств для борьбы со СПИДом.
В 2006 году представители Helem отметили Международный день борьбы с гомофобией в Monroe Hotel Downtown.
В августе 2007 года была основана лесбийская неправительственная организация под названием Meem для поддержки лесбиянок, бисексуалок, транссексуалок, квиров и неопределившихся женщин в Ливане. Группа предлагает поддержку сообщества, психологическое консультирование, юридическое сопровождение, а также проводит общественные акции и пытается влиять на социальные изменения в обществе. Штаб-квартира Meem находится в офисном центре Womyn House в Бейруте.

## Ливанские ЛГБТ-движения в диаспоре
В ливанских общинах в диаспоре (в Европе, Северной и Латинской Америке и Австралии) также заметно присутствие созданных ЛГБТ-группой Helem филиалов в различных городах с большим присутствием ливанских выходцев, например в Монреале (где Helem получила юридическое признание) и Париже.

## ЛГБТ в ливанской политике
Ни одна из крупных или мелких политических партий или фракций публично не поддерживают ни одной из целей ЛГБТ-организаций. 29 мая 2006 года Al-Arabiya.net опубликовало интервью с членом бейрутского муниципалитета Саад-Эддином Ваззаном, который публично призвал ливанского премьер-министра Фуада Сеньору и министра внутренних дел Ахмада Фатфата закрыть Helem.
16 июня в пятничных проповедях в мечетях Бейрута осудили гомосексуализм и указали на тот факт, что в Бейруте имеется зарегистрированная ЛГБТ-организация Helem. Проповедники также призвали правительство дать объяснения этому факту. На следующий день исполняющий обязанности министра внутренних дел Ахмед Фатфат отверг обвинения консервативных мусульманских священнослужителей в том, что правительство одобряет действия групп по борьбе за права ЛГБТ.